# Igreja dos Reis Magos
A Igreja dos Reis Magos é um templo católico do distrito de Nova Almeida, na cidade brasileira de Serra, no estado do Espírito Santo. É considerada um importante exemplo da arquitetura jesuítica, realizada no estilo chão, uma variante do Maneirismo português.
Como todas as igrejas do estilo chão, sua fachada tem grande simplicidade, composta de um retângulo coroado por um frontão triangular com pináculos nas extremidades e uma cruz no topo. Sua única porta, bem como as três janelas no piso superior, têm vergas retas, a porta tem uma moldura de pedra de lioz e o frontão é perfurado por um óculo polilobado. À direita se ergue um campanário de partido quadrado, com uma seteira a meia-altura e um arco redondo vazado no topo, coberta por um coruchéu bulboso com pequenos pináculos nos vértices.
O interior tem telhado de vigamento aparente e conta com uma nave única e uma capela-mor ao fundo. Um coro de talha rústica cobre a entrada. Seu importante retábulo é um dos poucos trabalhos em talha maneirista que sobrevivem no Brasil, mas já mostra alguma influência barroca nas colunas torsas cobertas por motivos vegetais. Sua execução é relativamente rústica, provavelmente obra realizada com a colaboração de índios. Ao centro do retábulo há uma pintura representando a Adoração dos Reis Magos, atribuída por Serafim Leite ao religioso Belchior Paulo, revelando influência da escola maneirista flamenga.
A igreja está ligada à antiga residência dos jesuítas, uma edificação também de linhas despojadas com um claustro rodeado de grossas colunas. Na década de 1940 o conjunto se encontrava bastante arruinado e passou por um restauro, que reconstruiu trechos que haviam desabado da varanda do claustro. Este edifício por algum tempo funcionou como Casa de Câmara e Cadeia, sobrevivendo um relevo sobre a porta de entrada com as armas do Império Brasileiro.